# Indikatorklocka

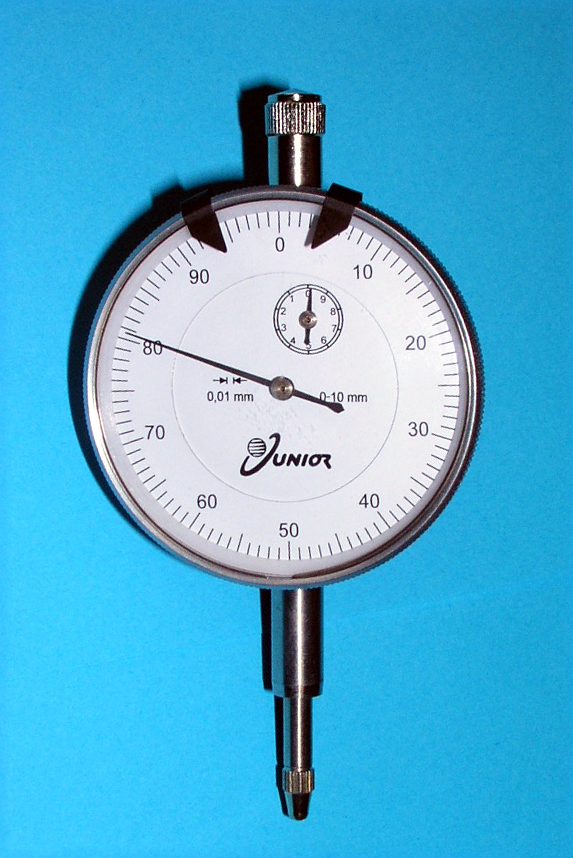
En indikatorklocka med mätområdet 0–10 mm, med en noggrannhet av 0,01 mm

En indikatorklocka är ett mätinstrument som används för att referensmäta olika fasta ytor gentemot varandra eller för att registrera rundhet- eller vinkelavvikelser inom samma detalj. Instrumentet används ofta inom exempelvis tillverkningsindustrin för att uppmäta maskindelar eller tillverkade detaljer gentemot en bestämd norm exempelvis avseende graden av parallellitet, konicitet, excentricitet, ovalitet eller diameter. Själva mätklockan finns i en mängd olika varianter avseende mätområde, avläsningsmetod, noggrannhet och utformning samt med en rak eller vinklad infästning av den fjädrande mätstaven. En analog mätklocka har ofta en vridbar skala och finns också med justerbara toleransmarkeringar. Mätklockorna fixeras i skiftande fasta eller justerbara stativ, som kan vara försedda med glid- eller magnetsko. Det finns också adapterfästen som använder instrumentet vid avläsning av invändiga diametrar.

## Klassificering
- Indikatorklocka (mätklocka med rak mätaxel)
  - Analog
  - Digital
- Vippindikator (mätklocka med vinklad mätaxel)
  - Analog
  - Digital

## Användningsområden
Exempel på användning kan vara för att uppmäta avvikelser vid toleranskontroll av tillverkade detaljers parallellitet, konicitet, koncentricitet, excentricitet, ovalitet och som mätverktyg vid inställning av olika ytor gentemot varandra. Mätklockan kan även ingå i mätverktyg som är avsedda för uppmätning av invändig diameter (hålstorlek).
- Kontroll av roterande föremåls avvikelse gentemot ett axelcentrum axiellt eller radiellt. Exempel kan vara vid kontroll av en  bromsskivas arbetande ytor, där även relativt små avvikelser kan leda till oönskade vibrationer.
- Kontroll av kvalitet inom tillverkningsindustrin för att säkra att ingående delar i processen ligger inom sina normvärden.
- Inom tillverkninsindustrins laboratorium eller mätrum, vid kontroll eller kalibrering av utrustning.
- I maskintekniska sammanhang, där typiska användningområden är vid uppriktning av detaljer i verkstadsmaskiner av olika slag.[2][3]
- Inom fysiken , där motsvarande precisionsmätning kan behöva registreras.

## Indikatorklocka

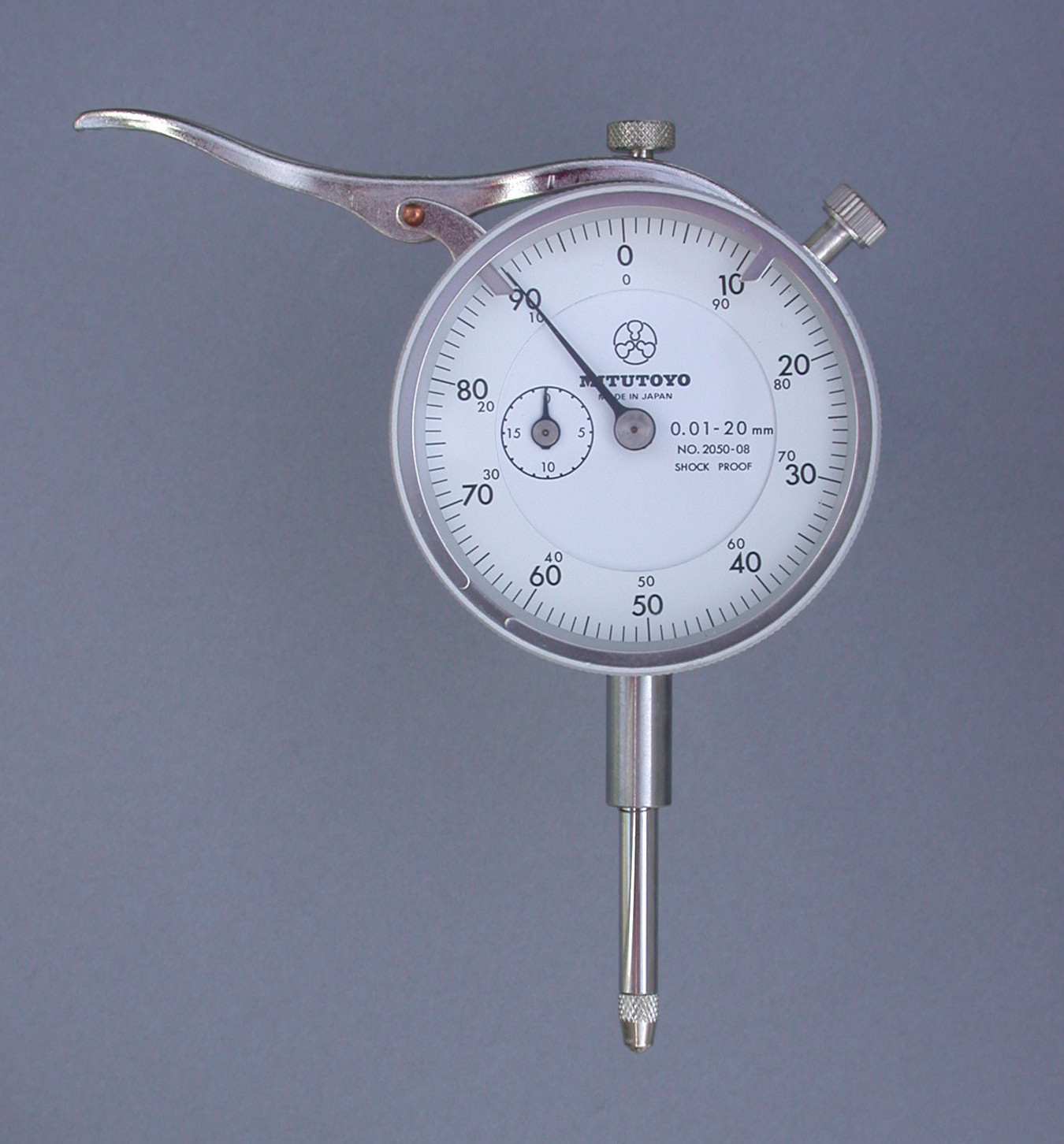
Indikatorklocka med mätområdet 0.1 - 20 mm

En indikatorklocka brukar bestå av en graderad skala som via en utväxling ger ett värde från den fjädrande mätspetsens reella förflyttning. Den graderade tavlan kan exempelvis bestå av en större skala som räknar delar av en millimeter och en mindre som håller räkning på totalt antal förflyttade mm. Avståndet mellan den större skalans delstreck kan motsvara till exempel 0,01 mm och det finns även mätklockor med en 0,001 mm mellan skalstrecken (tusendelsklocka). Mätstaven bör röra sig vinkelrätt i förhållande till sitt mätobjekt för att inte skalan ska missvisa.
Mätklockan kan fastsättas med skalans tavla i önskad betraktningsvinkel både i någon av de cylindriska fästens på var sida mättavlan. Det kan även finnas en bygel med fästhål på skalans baksida för att fastsätta klockan. Fästena är klämmande eller skruvbara fästen som kan sitta på stationära armar eller flyttbara stativ med glid- eller magnetfot.
De två mindre skalvisare som syns på bilden vid 90 respektive 10-talen är flyttbara toleransstreck, där det tillåtna intervallet kan ställas in. Själva skalan är också vridbar i önskad position i förhållande huset, så att ett redan avgett visarvärde kan nollas inför nästkommande jämförande avläsning. Optimalt är dock att ha noll ungefär uppåt, som på bilden, eftersom även den mindre skalans helvarvsindikering då överensstämmer med den större skalans nolla.
Mätklockan på bilden har också en lyftbygel som tillåter en enkel manuell tillbakadragning av mätspetsen, i första hand för att inte orsaka skada på den rörliga mätspetsens spindel. 
Indikatorklockan på bilden jämte har den vanligaste utformningen med spindelaxeln nedanför mätklockans skala, men det finns också varianter med den mätande spindeln fastsatt i bakstycket för de fall där det kan utgöra en fördel.

## Vippindikator

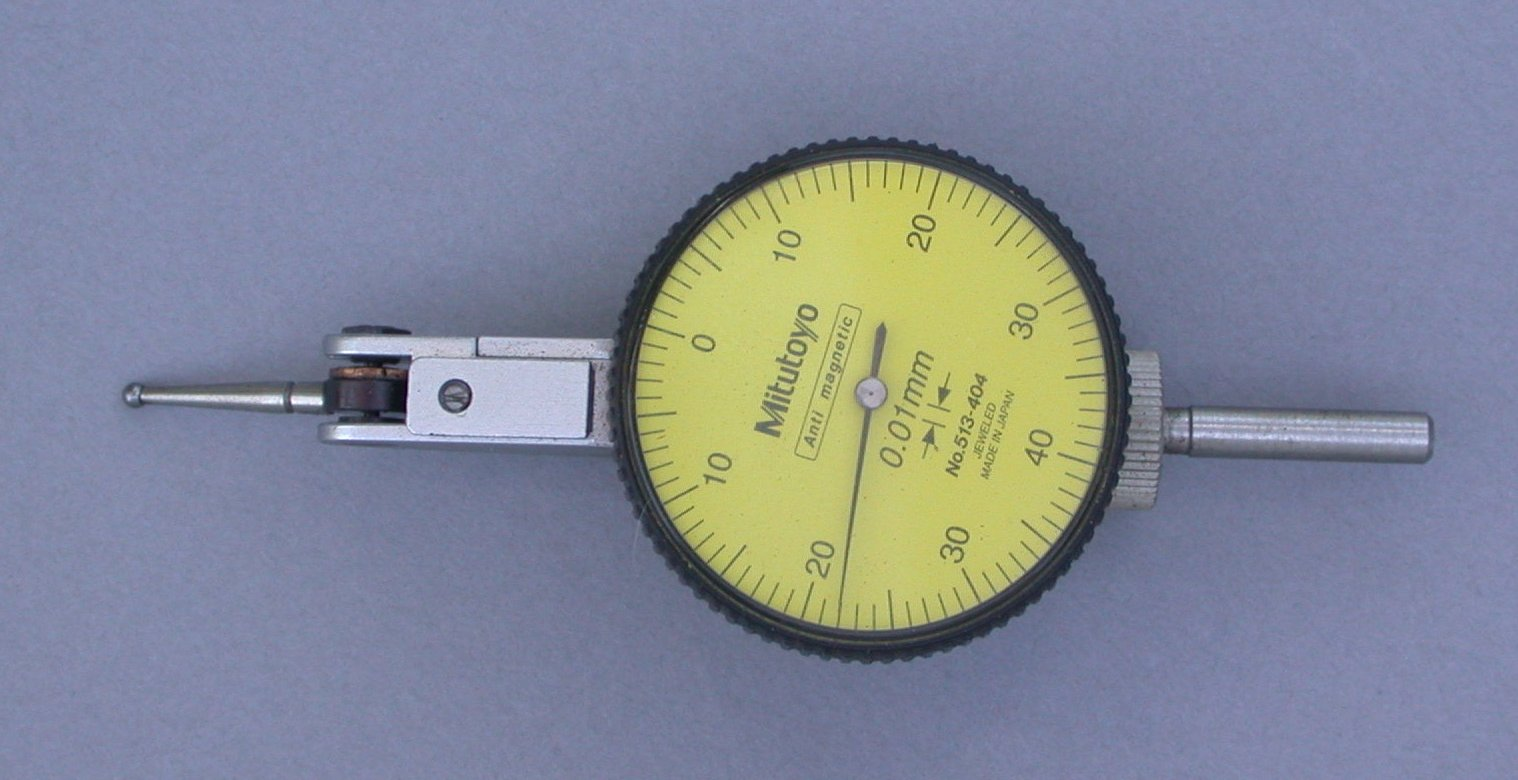
Vippindikator

Vippindikatorn är en variant av indikatorklocka, som fått sitt namn av den "vippande" fjädrande mätstaven som innebär att mätklockan kan stå i ett läge medan mätstaven steglöst kan justeras till lämplig mätvinkel. Den steglösa vinkeljusteringen uppnås genom en inbyggd slirkoppling som kan ge efter när mätområdets gräns har uppnåtts. Denna slirkoppling fungerar därför även som ett överbelastningskydd för mekanismen i normal mätvinkel. En vippindikator brukar dessutom ha ett mindre skalhus än andra mätklockor som medger användning i trängre utrymmen. Själva vippstaven kan på vissa modeller bytas ut för att få ett annat utseende på mätspetsen, eller ändra i längd även om då en korrektionsfaktor måste användas för att skalan ska kunna ge ett rättvisande värde. Modellen på bilden accepterar indikering åt två håll, medan en del modeller har en spak på huset som växlar indikeringsriktning. 
Denna typ av indikator har ofta laxspår utefter två sidor av klockhuset som medger alternativ infästning av medföljande fäste. Det finns även vippindikatorer med klockan flyttad till den bakre gaveln, för att optimera funktion och betraktningsvinkel.
En vippindikator beräknar egentligen en höjdförändring på basis av mätstavens vinkelvridning. Eftersom mätstaven inte alltid står i teoretisk ideal mätvinkel, innebär skalans visade mått inte en linjär höjdförändring. Den ideala mätvinkeln är förstås 90 grader, men i praktiken märks inte skalavvikelser under 10 grader från detta ideal. Förutom att mäta avvikelser i exempelvis rundhet av en detalj under vridning, är ett typiskt användningsområde att bestämma skillnaden i höjd mellan två ytor.

## Digital indikator

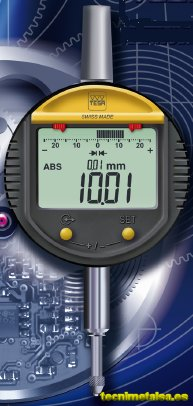
Digital indikatorklocka

I och med elektronikens intåg, med LCD-displayer, finns modeller där den analoga skalan blivit ersatt med digitala displayer, som också har fördelen att kunna kunna lagra och transportera datan till olika datorbaserade styrsystem. Processen är känd under SPC och involverar en datorbehandling av resultatet, som minskar risken för manuella registreringfel. Digitala indikatorklockor kan också skiftas mellan metriska systemet och inch-systemet genom en knapptryckning, vilket innebär en utökad användning.

## Mätteknik
Om indikatorklockor ska användas som rena höjdmätare, måste de först kalibreras emot ett känt höjdmått. En vippindikator fastsatt på ett stativ med glidfot kan användas för att föra över ett nominellt mått från en referenshöjd, som exempelvis kan bestå av sammansatta och staplade passbitar eller speciella höjdmikrometrar som snabbare kan förändra flera olika referenshöjder.
Mätobjektet bör då befinna sig på speciella planskivor som är noggrant bearbetade för hög planhet. Metoden går då ut på att nollställa vippindikatorns skala medan den fjädrande mätstaven befinner sig på den inställda referenshöjden och sedan sammanföra indikatorn med mätobjektet för att kontrollera dess eventuella avvikelse gentemot det önskade värdet. Vippindikatorn är på grund av sitt mindre format och inställbara mätaxel väl lämpad för sådan mätning, utifall avvikelsen kan förväntas vara inom dess visningsområde som normalt ligger på någon mm.
Ska indikatorklockan ska användas för registrera avvikelser från parallellitet/vinkelgrad, rundhet/ovalitet, axiella eller radiella spel, kanske inte en absolut höjdkalibrering är det mest intressanta utan då istället det samlade värdet. Är det fråga om ett flertal millimeter i totalt mätområde är givetvis motsvarande indikatorklockor lämpliga, även om många indikatorstativ också kan förflytta fästet efter inbyggda skalor. Nedan följer några bildexempel på några tänkbara situationer.

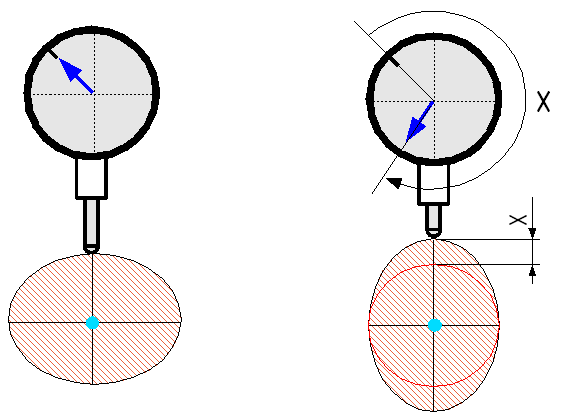
Rundhet/ovalitetsgrad.
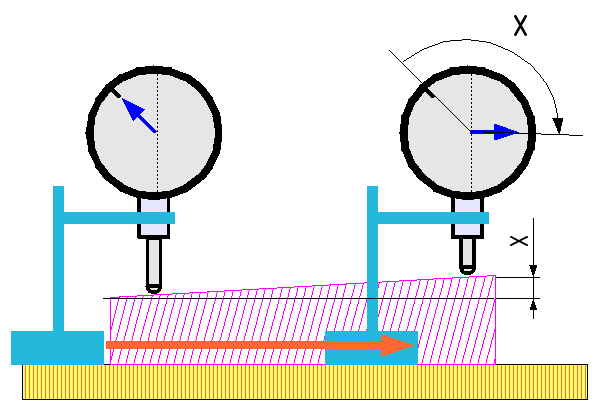
Parallellmätning/vinkelgrad.
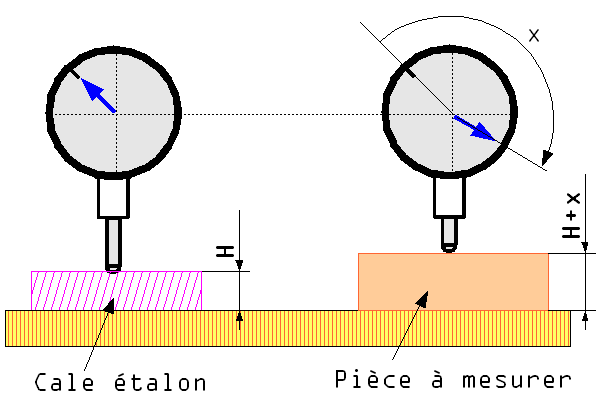
Totalhöjd/höjdskillnad
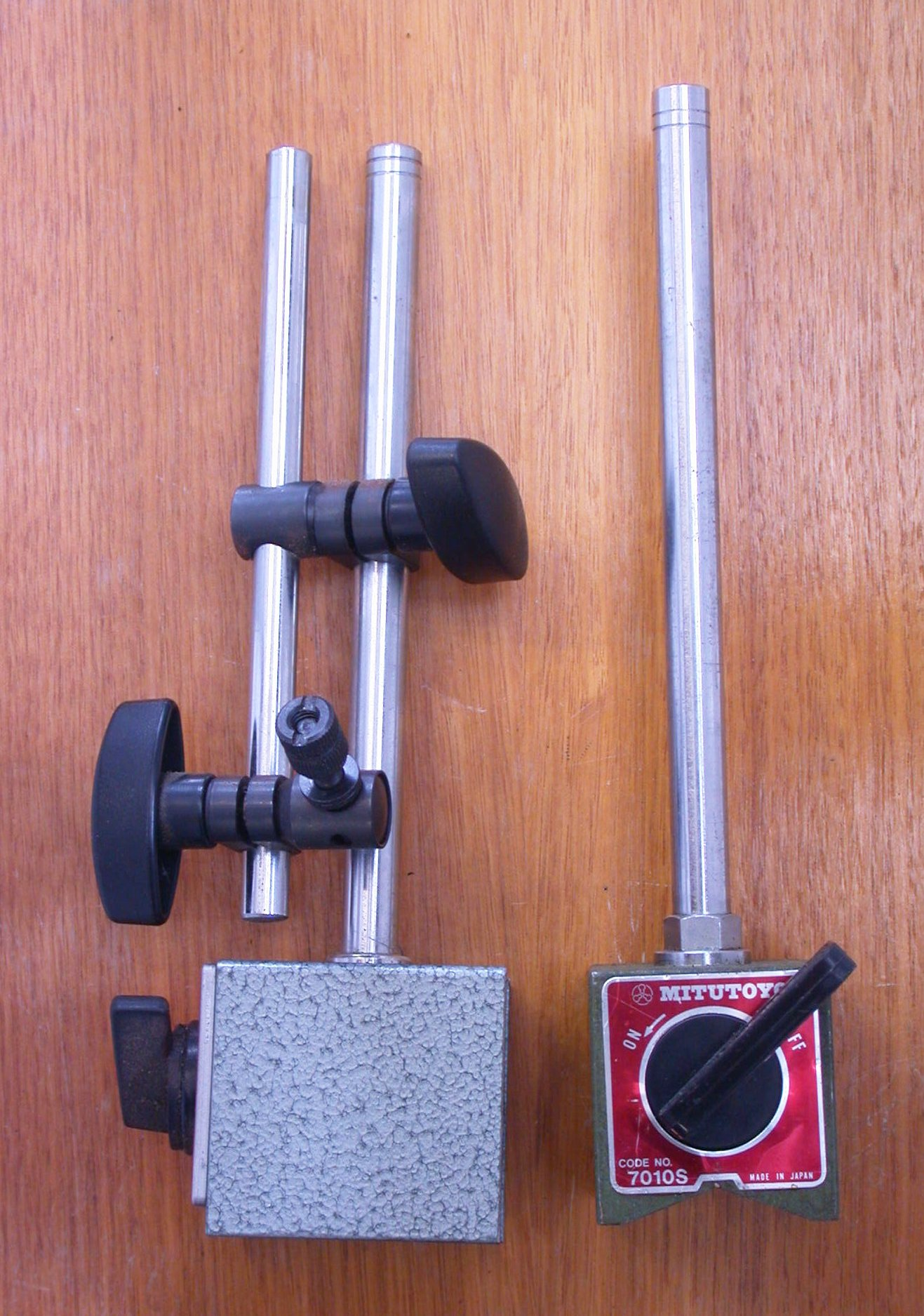
Magnetstativ för mätklockor

## Mätspetsar
Formen på indikatorklockors mätspetsar kan variera efter ändamålet och det finns en mängd olika varianter. En kula utgör en vanlig standardmätspets då den, inom en viss gräns, tillser att mätningen sker med vippindikatorns avsedda utväxling som förutsätter en viss längd på mätstavens kontaktpunkt, för att skalan ska stämma. Skulle denna längd ändras, krävs en korrigeringsfaktor för att det visade resultatet ska kunna omvandlas till ett reellt mätvärde. 
Andra typer av spetsar kan vara nålformade, cylindriska eller med olika typer av plattor, som kan mäta över ett större områdes högsta punkt eller fördela trycket utifall objektets material ger efter. Det finns också päronformade mätspetsar som ska kompensera för cosinusfel, för att minska behovet av korrigeringsfaktorer. På flera kvalitetsmärken levereras indikatorklockorna med hårdmetallspetsar med en diameter på 1, 2 eller 3 mm. Andra material som finns att tillgå är safir, rubin, teflon eller PVC. Dessa alternativa material är dyrare, men kan exempelvis användas i tillämpningar där ytorna lätt repas eller skadas.

### Fotnoter
1. ↑  ”Hålindikatorsats med mätur”. Plantins. Arkiverad från originalet den 25 maj 2012. https://archive.is/20120525211703/http://www.plantins.se/search.do?searchType=2&searchPhrase=32004160&displayType=2. Läst 14 mars 2009.
2. ↑  Uppriktning av frässpindel Arkiverad 24 september 2008 hämtat från the Wayback Machine., från Virtual Machine Shop
3. ↑  Uppriktning av maskinskruvstycke Arkiverad 27 augusti 2008 hämtat från the Wayback Machine., från Virtual Machine Shop
4. ↑  Indikatorstativ Arkiverad 6 april 2009 hämtat från the Wayback Machine., från Mitutoyo
5. ↑  Bakmonterad mätspindel Arkiverad 6 april 2009 hämtat från the Wayback Machine., från Mitutoyo
6. ↑  Bakmonterad vippindikatorskala Arkiverad 4 mars 2016 hämtat från the Wayback Machine., från Swiss Quality Discount
7. ↑  Höjdmikrometer Arkiverad 6 april 2009 hämtat från the Wayback Machine., från Mitutoyo
8. ↑  Höjdmätinstrument Arkiverad 6 april 2009 hämtat från the Wayback Machine., från Mitutoyo
9. ↑  Planskivor Arkiverad 6 april 2009 hämtat från the Wayback Machine., från Mitutoyo
10. ↑  Vippindikatorer Arkiverad 6 april 2009 hämtat från the Wayback Machine., från Mitutoyo
11. ↑  Olika mätspetsar Arkiverad 6 april 2009 hämtat från the Wayback Machine., från Mitutoyo

### Webbkällor
- Virtual Machine Shop
- Mitutoyo Scandinavia AB
- Schuchardt Maskin AB, "mätutrustning"